# Niketas Stethatos
Niketas Stethatos (Νικήτας Στηθᾶτος) ur. ok. 1000, zm. ok. 1090 – bizantyński mistyk, teolog, mnich z klasztoru Studion w Konstantynopolu. Był zadeklarowanym polemistą w XI-wiecznej kontrowersji między Wschodem i Zachodem chrześcijaństwa, kończącej się ostateczną schizmą w 1054.
Około 1020, podczas pobytu w klasztorze Studion, Niketas Stethatos sprzymierzył się ze swoim nauczycielem duchowym, Symeonem Nowym Teologiem. Gdy Symeonowi zarzucono błędy w jego systemie modlitwy kontemplacyjnej, Niketas został jego biografem i apologetą. W biografii Symeona Nicetas przedstawił własne poglądy na wewnętrzne doświadczenie wiary. Był także autorem traktatu i kilku komentarzy na temat praktyk ascetycznych.
Około 1060 Niketas napisał „Żywot Symeona Nowego Teologa”. Opisując celę mnicha Symeona autor wymienił, że było w niej także deesis eikón megále. Ta fraza jest najstarszym znanym użyciem nazwy motywu zwanego w ikonografii wschodniej deesis. Nie ma jednak możliwości zweryfikowania czy chodziło o obrazowanie Chrystusa, Bogurodzicy i Jana Chrzciciela, a tak współcześnie rozumiany jest ten termin.
Podczas XI-wiecznego sporu między Wschodem i Zachodem chrześcijaństwa Nicetas pełnił dla patriarchy Konstantynopola Michała Cerulariusza rolę teologa-polemisty. Krytykował zachodnią doktrynę dotyczącą sposobu odnoszenia Ducha Świętego do bóstwa, obowiązkowego celibatu duchownych, oczekiwań papieskiej supremacji, oraz używania przaśnego chleba w rzymskim kulcie eucharystycznym.